# Lijian-2
Lijian-2 (chinois : 力箭一号 ; pinyin : Lì jiàn yī hào) ou Zhongke-2 (chinois : 中科一号 ; pinyin : zhōng kē yī hào) ou Kinetica-2 est un lanceur spatial  de moyenne puissance  de la société  chinoise CAS Space, filiale de l'Académie chinoise des sciences, dont le vol inaugural est planifié pour aout 2025. Une version réutilisable est planifiée pour 2028.

## Caractéristiques techniques
Lijian-2 est un lanceur spatial bi-étages non réutilisable haut de 53 mètres et d'une masse de 628 tonnes propulsé par des moteurs à ergols liquides brulant un mélange de kérosène et d'oxygène liquide. Le premier étage est constitué d'un cœur flanqué de deux étages identiques : chacun de ces composants d'un diamètre de 3,35 mètres est propulsé par trois moteurs-fusées YF-102. La poussée au décollage est de 766 tonnes. Le lanceur est capable de placer une charge utile de 12 tonnes  en orbite basse et 7,8 tonnes en orbite héliosynchrone. Une version réutilisable du lanceur est planifiée pour 2028.